# Siebigerode
Siebigerode ist ein Ortsteil von Mansfeld im Landkreis Mansfeld-Südharz in Sachsen-Anhalt, Deutschland.

## Geographie
Siebigerode liegt im östlichen Harzvorland (Mansfelder Land) auf einer Höhe von ca. 309 m NHN.. Durch den Ort führt die  Bundesstraße 86 (Abschnitt Mansfeld - Sangerhausen). Der Ort liegt am Kreuzbach, der südwestlich der Ortslage beginnt und nach Nordosten in Richtung des Hagenbaches (Zufluss zum Wippertal bei  Mansfeld) fließt.

## Geschichte
Im Mittelalter existierten um Siebigerode weitere Dörfer, die später aufgegeben wurden (sog. Wüstungen). Darunter sind u. a. Udesrode und Dippelsdorf zu nennen.
Der Ort ist vermutlich schon vor langer Zeit besiedelt worden, wovon Funde im Abraum eines Steinbruchs aus dem Jahre 1842 zeugen. In Siebigerode gab es eine Reihe von Steinbrüchen; der größte Steinbruch westlich des Ortes an der Bundesstraße 86 steht unter Naturschutz und kann betreten werden. 
Aus dem Siebigeröder Sandstein wurden Werksteinarbeiten, Grab- und vor allem Mühlsteine angefertigt. Das Vorkommen wurde im 18. Jahrhundert für die Anfertigung von jährlich etwa 1.000 Mühlsteinen genutzt. Im Jahre 2008 ist kein Steinbruch mehr in Betrieb.
Am 1. Januar 2005 wurde Siebigerode in die Stadt Mansfeld eingegliedert.
Siebigerode liegt auf der kürzesten Verbindung zwischen dem Autobahnkreuz Südharz bei Sangerhausen (A 38, A 71) und der Bundesautobahn 14 bei Bernburg. Nachdem Planungen der Verbindung dieser Punkte über einen Weiterbau der A 71 bis Bernburg abgebrochen worden, setzt sich eine Bürgerinitiative seit Jahren für eine Ortsumfahrung Siebigerodes ein. Eine solche wurde 2021 in den Bundesverkehrswegeplan 2030 aufgenommen und soll, nach einer längeren Planungsphase, voraussichtlich Anfang der 2030er Jahre gebaut werden.

## Sport
Im Ort gibt es zwei Sportvereine, den BSC 1930 Siebigerode mit den Abteilungen Fußball und Tischtennis und den Platzbahnkegelverein, 1. PKV 1969 Siebigerode, der Rekordmeister im Platzbahnkegeln ist.